# San Gennaro dei Poveri

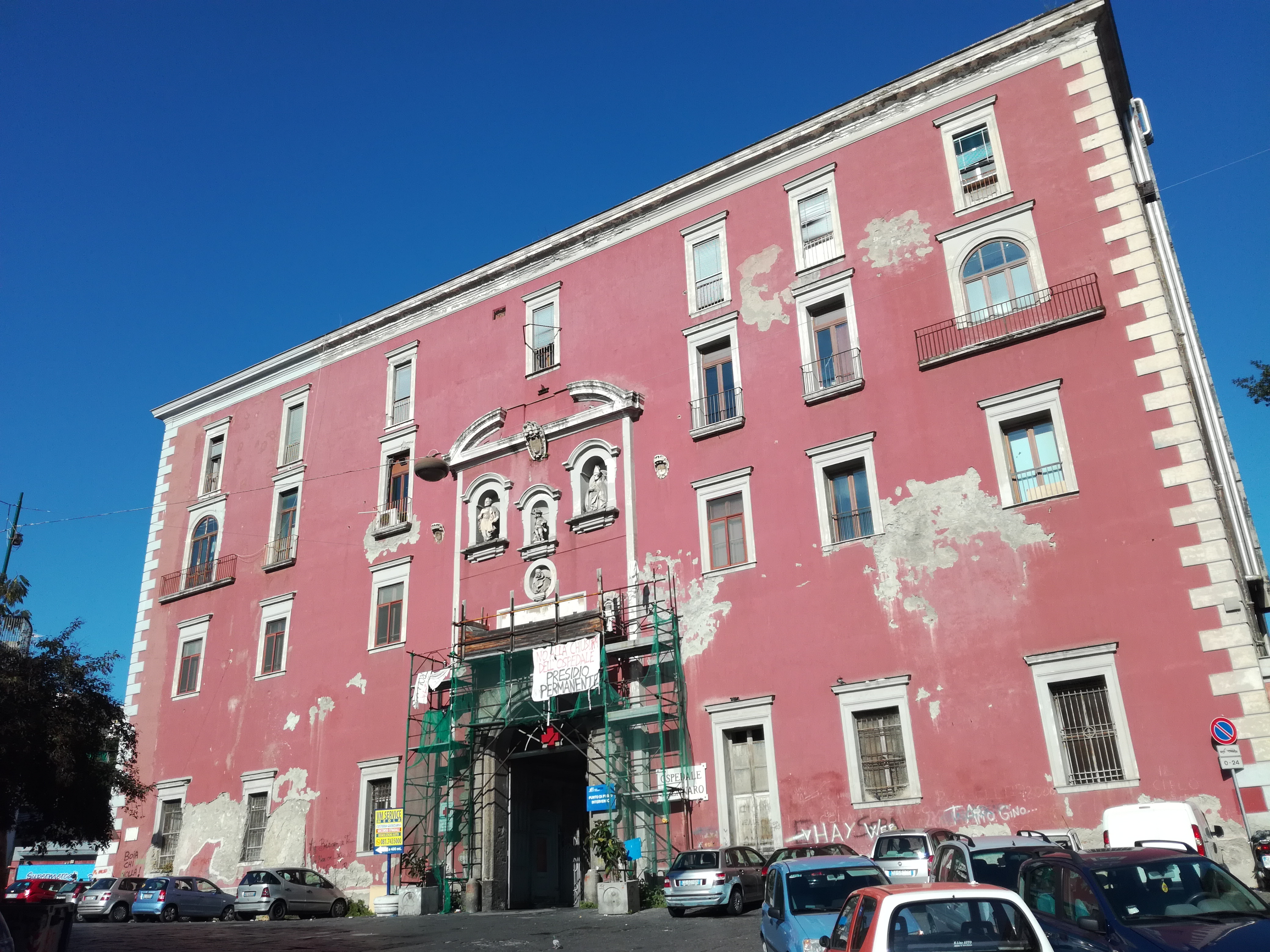
San Gennaro dei Poveri à Naples.

San Gennaro dei Poveri est un ancien couvent et monastère, transformé  en un hôpital pour indigents. Il est situé au no 25 Via San Gennaro dei Poveri au  dans le Rione Sanità, à Naples. Le complexe longiligne monte vers Capodimonte, juste au sud de la Basilique de l'Incoronata Madre del Buon Consiglio .

## Histoire
À l'origine, l'endroit abritait une église paléo-chrétienne, vraisemblablement érigée sur le site d'un ancien temple romain dédié à Vulcain. Sévère de Naples (décédé en 409), a transféré les reliques vénérées de saint Janvier dans l' église de San Gennaro extra Moenia  située à l'extrême nord du complexe. Au cours des siècles les reliques sont déplacées puis finalement rassemblées dans la cathédrale de San Gennaro, dans le centre de Naples.
Au début du IXe siècle, sous le gouvernement de l'archevêque Athanase Ier est fondé à cet endroit un monastère bénédictin avec un hôpital rattaché . Athanase de Naples, archevêque et duc de Naples à la fin du IXe siècle, transporte le corps de son oncle et son homonyme de l'abbaye de Montecassino en cette église. Au XVe siècle, les dissensions au sein du monastère conduisent à sa dissolution et en 1468, le cardinal Oliviero Carafa  transforme le bâtiment en hôpital. Après la peste de 1656, l'hôpital est agrandi et en 1669, le vice-roi Pietro Antonio d'Aragon, cherchant à faire sortir du centre-ville les personnes handicapées indigentes ( arcattoni ) , transforme l'hôpital en hospice pour  pauvres.
San Gennaro dei Poveri est le premier hospice pour pauvres à Naples et le reste le jusqu’aux années 1750, lorsque  l’ Hospice royal pour les pauvres est construit. San Gennaro fonctionne toujours comme un hôpital.

## Architecture
La façade étroite de quatre étages, qui fait face au parc de San Gennaro, comporte des niches remplies de statues au-dessus d'un grand portail arrondi qui mène à une cour allongée flanquée d'ailes parallèles. Les statues de la façade, dont celles de saint Pierre et saint Janvier sont de Cosimo Fanzago. À l'extrémité nord de la cour se trouve l'ancienne église de San Gennaro extra Moenia désormais utilisée pour des expositions.